# Assam

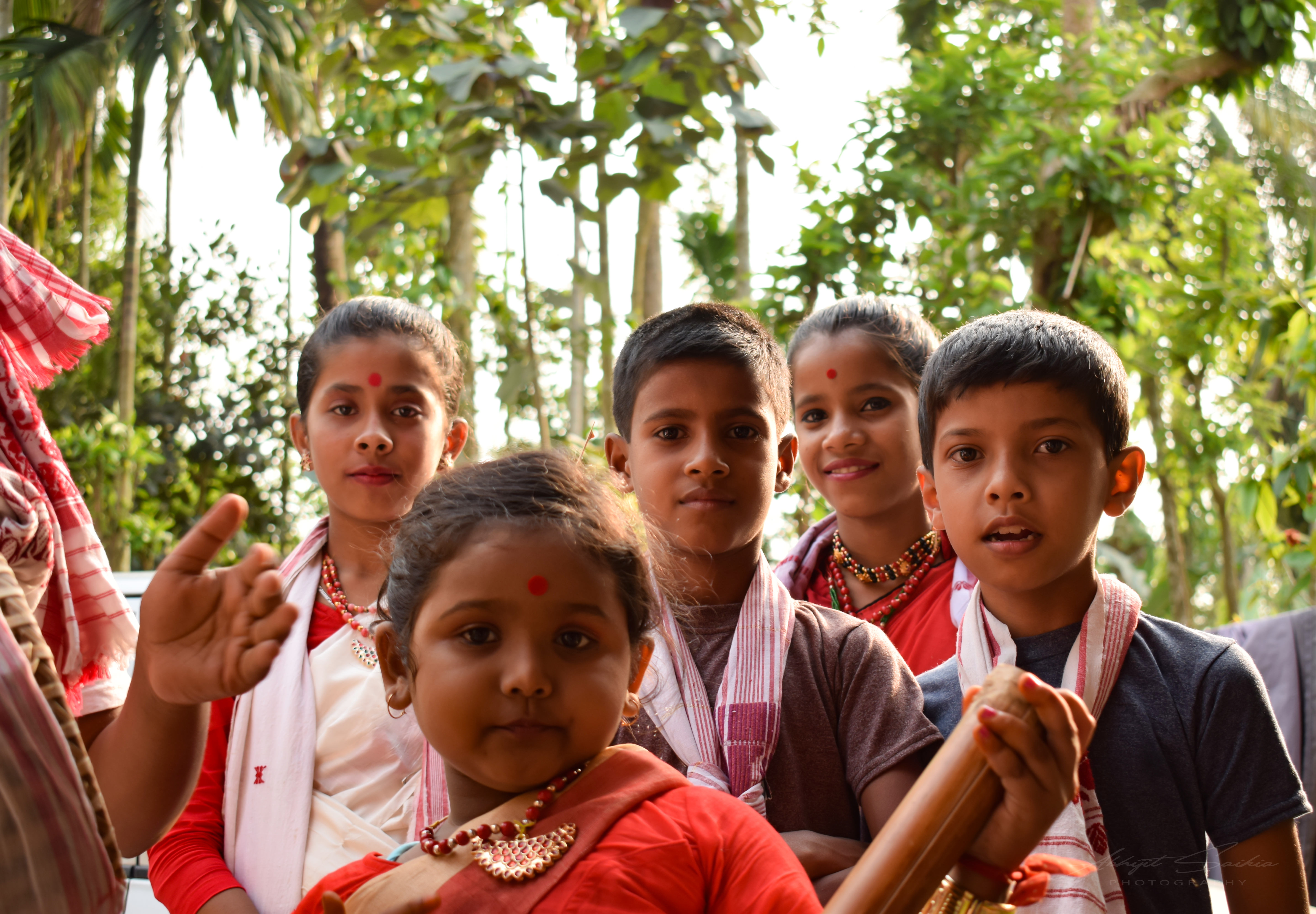
Grupo de 'Husori' en el Assamese Bohag Bihu con su atuendo tradicional.

Distritos de Assam.

Assam (o Asam) es un estado de la República de la India. Su capital es Dispur y su capital comercial, Guwahati. Está ubicado al noreste del país, limitando al norte con Bután y Arunachal Pradesh, al sur con Nagaland, Manipur, Mizoram, Tripura y Megalaya, al suroeste con Bangladés y al oeste con Bengala Occidental. Con 397 hab/km² es el noveno estado más densamente poblado, por detrás de Bihar, Bengala Occidental, Kerala, Uttar Pradesh, Haryana, Tamil Nadu, Punyab y Jharkhand.
Assam es conocido por el té de Assam y la seda de Assam. El estado fue el primer lugar en realizar una extracción de petróleo en Asia.
Es famoso por albergar el parque nacional de Kaziranga, hogar de la mayoría de los rinocerontes indios del mundo. El río Brahmaputra cruza todo el estado de este a oeste.

## Etimología
La primera mención fechada de la región procede del Periplo del Mar Eritreo (siglo I) y de la Geographia de Ptolomeo (siglo II), que llama a la región Kirrhadia, aparentemente por la población Kirata. En el período clásico y hasta el siglo XII, la región al este del río Karatoya, en gran parte congruente con la actual Assam, se llamaba Kamarupa, y alternativamente, Pragjyotisha. Aunque una parte occidental de Assam como región siguió llamándose Kamrup, el reino Ahom que surgió en el este, y que llegó a dominar todo el valle del Brahmaputra, se llamó Assam (por ejemplo, los mogoles usaban Asham); y la provincia británica también se llamó Assam. Aunque la etimología exacta de Assam no está clara, el nombre de Assam se asocia al pueblo Ahom, originalmente llamado Shyam (Shan).

## Historia

### Antes de la colonización
La primera referencia a Assam lo menciona como reino de Kamrup. Hacia el año 640, un viajero chino llegó a la corte del rey Bhaskar Barman, aliado de Harsha Vardhana, soberano de la India del Norte. En el siglo XIII el reino entró en descomposición al fragmentarse en jeferías tribales y dominios de rajahs hindúes llamados bhuyans.
La tribu de los ahom, de origen shan, llegó en esta época desde Birmania (1228) y se estableció en la región absorbiendo los reinos de Chutiya y Kachari, sometiendo a las tribus montañesas cercanas e integrando a los bhuyans en el aparato administrativo feudal del estado. 
En el siglo XVI y en el siglo XVII, los ahom rechazaron las invasiones de los mogoles y una porción del Koch, vecino de los ahom, fue ocupado (1682). Bajo el rey Rudra Xingha (1696-1714) los ahom alcanzaron su cenit. En 1769 una parte de la población se rebeló bajo la dirección de los mahantas (líderes religiosos). El alto Assam quedó devastado. 
Ramakata consiguió la victoria y se coronó rey. El rey ahom, Gaurinath Xingha (1780-95) pidió ayuda a los británicos que restauraron el orden en el Reino. Pero la lucha civil se mantuvo y en 1817 los birmanos invadieron el país con la colaboración de Badan Chandra, gobernador traidor de Bar Phukan. Estas guerras provocaron la muerte de un tercio de la población. Finalmente los británicos derrotaron a los birmanos y anexionaron Ahom en 1826.

### Dominio británico e independencia
El país fue dividido en dos comisionarías: Alto Assam y Bajo Assam y en 1832 en cuatro distritos: Goalpara, Kamrup, Darrang y Nagaon. En 1836 el bengalí fue declarado lengua oficial. En 1873 el idioma asamés fue restablecido como lengua. 
En 1951 una zona fronteriza fue cedida a Bután. La oposición de diversos grupos a un gran Assam llevó a la creación de varios estados: Nagaland en 1963, Meghalaya, Manipur y Tripura en 1972, y Arunachal Pradesh —antes NEFA territory desde 1972— y Mizoram —territorio desde 1972— en 1987.
En 1971 unos dos millones de bengalíes emigraron a Assam, tras la guerra entre India y Pakistán. Estos bengalíes apoyaban al Partido del Congreso, en el poder en Delhi, y por tanto su establecimiento fue tolerado. La oposición a la emigración creció entre los asameses. En 1983 se produjo la masacre de 500 bengalíes en Nellie. Finalmente el 15 de agosto de 1985 se estableció un tratado que impedía el establecimiento de nuevos emigrantes, el cual de hecho no tuvo mucha aplicación. 
En 1989 empezó la oposición de los bodos (en el norte del estado) al gobierno asamés al que se quejaban de no respetar la tierra y cultura de los bodos. A finales de 1999 una organización musulmana inició sus actividades reclamando un estado separado para la musulmanes de Assam.
Los estados de Assam y Mizoram mantienen una histórica disputa fronteriza. A principios de agosto de 2021, los tiroteos entre policías de ambos estados dejaron varios muertos y decenas de heridos.

## Geografía

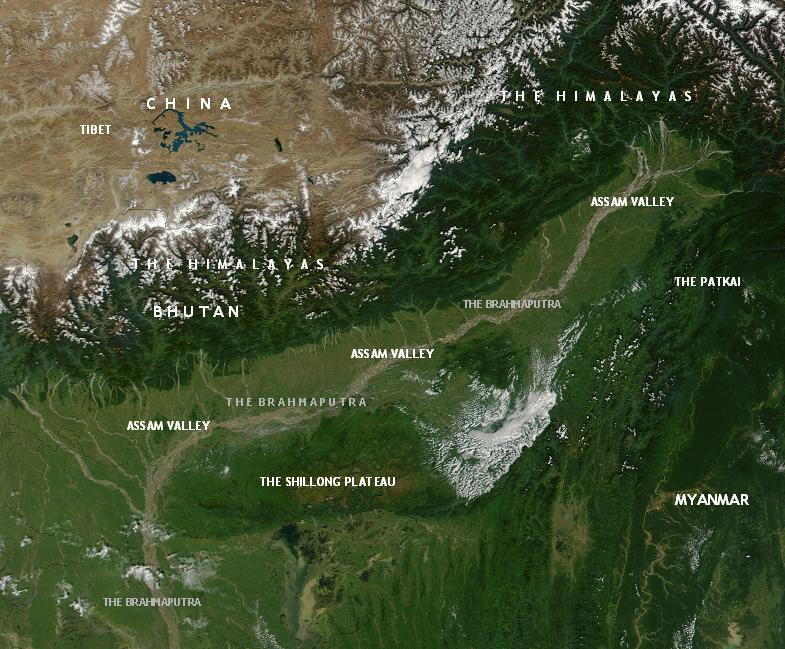
Assam, las colinas disecadas del sistema de la meseta del sur de la India y el Himalaya a su alrededor, al norte, al noreste y al este.

Un aspecto geográfico importante de Assam es que contiene tres de las seis divisiones fisiográficas de la India: el Himalaya septentrional (colinas orientales), las llanuras septentrionales (llanura del Brahmaputra) y la meseta del Decán (Karbi Anglong). Como el Brahmaputra fluye en Assam, el clima aquí es frío y hay lluvias la mayor parte del mes. Los estudios geomórficos concluyen que el Brahmaputra, la línea de vida de Assam, es un río antecedente más antiguo que el Himalaya, que se ha afianzado desde que éste comenzó a elevarse. El río, con gargantas escarpadas y rápidos en Arunachal Pradesh al entrar en Assam, se convierte en un río trenzado (a veces de 10 mi/16 km de ancho) y, con los afluentes, crea una llanura de inundación (Valle del Brahmaputra: 50-60 mi/80-100 km de ancho, 600 mi/1000 km de largo). Las colinas de Karbi Anglong, Cachar del Norte y las de Guwahati y sus alrededores (también las colinas de Khasi-Garo), ahora erosionadas y disecadas, son originalmente partes del sistema de la meseta del sur de la India.

## Economía
La economía de Assam se basa en la agricultura y el petróleo. Assam produce más de la mitad del té de la India.
Siguen existiendo grandes dificultades económicas en el estado: dos millones de campesinos no tienen tierras y la tasa de desempleo es del 15% en 2019.
Assam vivió una gran huelga en 2020: varios cientos de miles de recolectores de té exigen un salario diario de 4,50 euros, en lugar de los 2 euros de media. Procedentes de las castas inferiores, los recolectores de té suelen ser explotados. Los empresarios suelen descontar los gastos de guardería o de vivienda de los ya de por sí bajos salarios de estos trabajadores.

### Empleo
El desempleo es uno de los principales problemas de Assam. Este problema puede atribuirse a la superpoblación y a un sistema educativo defectuoso. Cada año, un gran número de estudiantes obtienen títulos académicos superiores, pero debido a la falta de disponibilidad de vacantes proporcionales, la mayoría de estos estudiantes permanecen desempleados. Varios empleadores contratan a candidatos excesivamente cualificados o eficientes, pero poco certificados, o a candidatos con cualificaciones poco definidas. El problema se ve agravado por el aumento del número de institutos técnicos en Assam, que incrementa la comunidad de desempleados del Estado. Muchos solicitantes de empleo pueden optar a puestos de trabajo en sectores como los ferrocarriles y Oil India, pero no consiguen estos puestos debido al nombramiento de candidatos de fuera de Assam para estos puestos. La reticencia por parte de los departamentos implicados a anunciar las vacantes en lengua vernácula también ha empeorado las cosas para los jóvenes desempleados locales, en particular para los solicitantes de empleo de las vacantes de grado C y D.
La reducción del número de desempleados se ha visto amenazada por la inmigración ilegal procedente de Bangladés. Esto ha aumentado la mano de obra sin un aumento proporcional de los puestos de trabajo. Los inmigrantes compiten con los trabajadores locales por puestos de trabajo con salarios más bajos, sobre todo en la construcción, el servicio doméstico, los tiradores de rickshaw y los vendedores de verduras. El gobierno ha estado identificando (vía NRC) y deportando a inmigrantes ilegales. La inmigración continuada está excendiendo la deportación.

### Agricultura

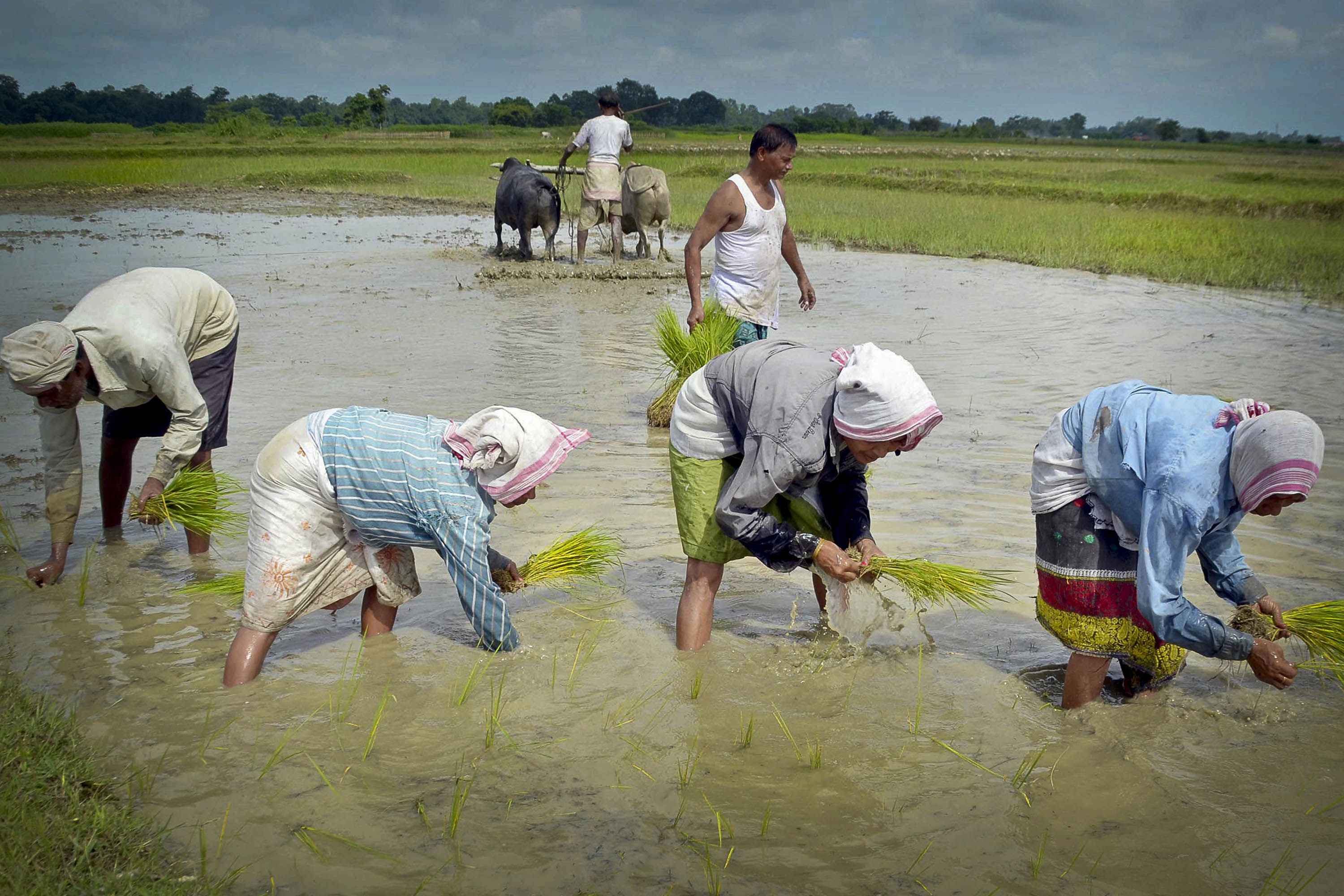
Mujeres de Assam ocupadas en la plantación de plántulas de arroz en su campo agrícola en la aldea de Pahukata en el distrito de Nagaon de Assam

En Assam, entre todos los sectores productivos, la agricultura es el que más contribuye a sus sectores internos, ya que representa más de un tercio de la renta de Assam y emplea al 69% de la mano de obra.
La mayor contribución de Assam al mundo es el té de Assam. Tiene su propia variedad, Camellia sinensis var. assamica. El estado produce arroz, colza, semillas de mostaza, yute, patata, batata, plátano, papaya, nuez de areca, caña de azúcar y cúrcuma.[cita requerida]
La agricultura de Assam aún no ha experimentado una modernización real. Con implicaciones para la seguridad alimentaria, la producción per cápita de granos alimenticios ha disminuido en las últimas cinco décadas.
La productividad ha aumentado marginalmente, pero sigue siendo baja en comparación con las regiones altamente productivas. Por ejemplo, el rendimiento del arroz (alimento básico de Assam) fue de sólo 1531 kg por hectárea, frente a los 1927 kg por hectárea de India en 2000-2001, (que a su vez es muy inferior a los 9283 de Egipto, los 7279 de Estados Unidos, los 6838 de Corea del Sur, los 6635 de Japón y los 6131 kg por hectárea de China en 2001). Por otro lado, después de tener una fuerte demanda interna, y con 1,5 millones de hectáreas de masas de agua interiores, numerosos ríos y 165 variedades de peces, la pesca sigue en su forma tradicional y la producción no es autosuficiente.

## Población
Assam tenía una población de 31.169.272 habitantes según el censo de 2011, lo que supone un aumento del 16,93% respecto a 2001 (26.655.528). Se calcula que la población se acercará a los 35 millones en 2020. El 85,92% de la población es rural y el 14,08% urbana. La tasa de alfabetización es del 71,19%. 
El gobierno nacionalista de Narendra Modi se compromete a partir de 2018 a despojar de la ciudadanía india a las personas que no puedan demostrar que sus antepasados estaban presentes en la India antes del 24 de marzo de 1971. En el estado de Assam, cuatro millones de personas se convirtieron repentinamente en apátridas en 2018, y dos millones más en 2019. Posteriormente, se restablecen dos millones.'
Se está planeando la construcción de más de una docena de campos de detención para acorralar a los apátridas. La vecina Bangladés, de donde se cree que proceden los que han perdido la nacionalidad, ha indicado que sólo aceptará a estos "emigrantes" si se presenta una prueba de nacionalidad bangladesí. Mientras tanto, los excluidos -hombres, mujeres y niños- permanecerán en prisión preventiva. Sin embargo, en la mayoría de los casos esta prueba parece imposible de aportar, por lo que las detenciones podrían ser permanentes. Las autoridades están llevando a cabo operaciones para destruir las casas de los agricultores musulmanes sin tierra sospechosos de ser inmigrantes, dejando a muchas personas sin hogar.'

## Movimientos armados
- United Liberation Front of Assam (ULFA)
- Bodoland Liberation Tigers Force (BLTF)
- National Democratic Front of Bodoland (NDFB)
- Tiwa National Revolutionary Force (TNRF)
- Bircha Commando Force (BCF)
- Bengali Tiger Force (BTF)
- Adivasi Security Force (ASF)
- All Assam Adivasi Suraksha Samiti (AAASS)
- Gorkha Tiger Force (GTF)
- Barak Valley Youth Liberation Front (BVYLF)
- Muslim United Liberation Tigers of Assam (MULTA)
- Muslim United Liberation Front of Assam (MULFA)
- Muslim Security Council of Assam (MSCA)
- United Liberation Militia of Assam (ULMA)
- Islamic Liberation Army of Assam (ILAA)
- Muslim Volunteer Force (MVF)
- Muslim Liberation Army (MLA) viva assam
- Muslim Security Force (MSF)
- Islamic Sevak Sangh (ISS)
- Islamic United Reformation Protest of India (IURPI)
- United Muslim Liberation Front of Assam (UMLFA)
- Revolutionary Muslim Commandos (RMC)
- Muslim Tiger Force (MTF)
- People’s United Liberation Front (PULF)
- Adam Sena (AS)
- Harkat-ul-Mujahideen
- Harkat-ul-Jehad
- United People's Democratic Solidarity (UPDS)

## Organización  territorial
El estado de Assam  está organizado en 33 distritos.
| °       |         |                                          |        |                    |           |         |          |                             |      |
| ------- | ------- | ---------------------------------------- | ------ | ------------------ | --------- | ------- | -------- | --------------------------- | ---- |
| Ranking | Ranking |                                          |        | Sede               | Población | Área    | Densidad |                             |      |
| Pob.    | Área    | Distrito                                 | Código | (capital)          | (2011)    | km²     | hab./km² | Web Oficial                 | Mapa |
| AS-19   | AS-16   | Distrito de Baksa#                       | AS-BK  | Mushalpur          | 953 773   | 2400    | 398      |                             |      |
| AS-06   | AS-09   | Distrito de Barpeta                      | AS-BP  | Barpeta            | 1 693 190 | 3245    | 506      | http://barpeta.gov.in/      |      |
| AS-27   | AS-29   | Distrito de Biswanath                    | AS-BS  | Biswanath Chariali | 580 000   | 1100    | 530      |                             |      |
| AS-02   | AS-21   | Distrito de Bongaigaon                   | AS-BO  | Bongaigaon         | 2 060 550 | 1724    | 425      | http://bongaigaon.gov.in/   |      |
| AS-05   | AS-06   | Distrito de Cachar                       | AS-CA  | Silchar            | 1 736 319 | 3786    | 381      | http://cachar.gov.in/       |      |
| AS-?    | AS-     | Distrito de Charaideo                    | AS-CD  | Sonari             |           |         |          |                             |      |
| AS-29   | AS-27   | Distrito de Chirang#                     | AS-CH  | Kajalgaon          | 481 818   | 1468    | 328      |                             |      |
| AS-22   | AS-24   | Distrito de Darrang                      | AS-DR  | Mangaldai          | 908 090   | 1585    | 432      | http://darrang.gov.in/      |      |
| AS-25   | AS-10   | Distrito de Dhemaji                      | AS-DM  | Dhemaji            | 688 077   | 3237    | 176      | http://dhemaji.gov.in/      |      |
| AS-03   | AS-14   | Distrito de Dhubri                       | AS-DU  | Dhubri             | 1 948 632 | 2838    | 576      | http://dhubri.gov.in/       |      |
| AS-08   | AS-08   | Distrito de Dibrugarh                    | AS-DI  | Dibrugarh          | 1 327 748 | 3381    | 347      | http://dibrugarh.gov.in/    |      |
| AS-31   | AS-03   | Distrito de Dima Hasao                   | AS-DH  | Haflong            | 214 102   | 4888    | 44       |                             |      |
| AS-16   | AS-19   | Distrito de Goalpara                     | AS-GP  | Goalpara           | 1 008 959 | 1824    | 451      | http://goalpara.gov.in/     |      |
| AS-14   | AS-07   | Distrito de Golaghat                     | AS-GC  | Golaghat           | 1 058 674 | 3502    | 270      | http://golaghat.gov.in/     |      |
| AS-26   | AS-28   | Distrito de Hailakandi                   | AS-HA  | Hailakandi         | 659,260   | 1327    | 409      | http://hailakandi.nic.in/   |      |
| AS-20   | AS-     | Distrito de Hojai                        | AS-HJ  | Hojai              | 931 218   |         |          |                             |      |
| AS-13   | AS-13   | Distrito de Jorhat                       | AS-JO  | Jorhat             | 1 091 295 | 2851    | 354      | http://jorhat.gov.in/       |      |
| AS-10   | AS-25   | Distrito metropolitano de Kamrup         | AS-KM  | Guwahati           | 1 260 419 | 1528    | 820      |                             |      |
| AS-07   | AS-26   | Distrito de Kamrup                       | AS-KU  | Amingaon           | 1 517 202 | 1527,84 | 520      |                             |      |
| AS-17   | AS-01   | Distrito de Karbi Anglong                | AS-KG  | Diphu              | 965 280   | 10 434  | 78       | http://karbianglong.gov.in/ |      |
| AS-30   | AS-12   | Distrito de Karbi Anglong occidental     | AS-WK  | Hamren             | 300 320   | 3035    | 99       |                             |      |
| AS-11   | AS-20   | Distrito de Karimganj                    | AS-KR  | Karimganj          | 1 217 002 | 1809    | 555      | http://karimganj.gov.in/    |      |
| AS-21   | AS-11   | Distrito de Kokrajhar#                   | AS-KJ  | Kokrajhar          | 930 404   | 3129    | 297      | http://kokrajhar.gov.in/    |      |
| AS-15   | AS-17   | Distrito de Lakhimpur                    | AS-LA  | North Lakhimpur    | 1 040 644 | 2277    | 391      | http://lakhimpur.gov.in/    |      |
| AS-32   | AS-30   | Distrito de Majuli                       | AS-MJ  | Garamur            | 167 304   | 880     | 300      |                             |      |
| AS-18   | AS-22   | Distrito de Morigaon                     | AS-MA  | Morigaon           | 957 853   | 1704    | 455      | http://morigaon.nic.in/     |      |
| AS-01   | AS-04   | Distrito de Nagaon                       | AS-NN  | Nagaon             | 2 826 007 | 3831    | 604      | http://nagaon.gov.in/       |      |
| AS-24   | AS-18   | Distrito de Nalbari                      | AS-NB  | Nalbari            | 769 919   | 2257    | 504      | http://nalbari.nic.in/      |      |
| AS-28   | AS-31   | Distrito de Salmara-Mankachar meridional | AS-SM  | Hatsingimari       | 555 114   | 568     | 980      |                             |      |
| AS-12   | AS-15   | Distrito de Sivasagar                    | AS-SV  | Sivasagar          | 1 150 253 | 2668    | 395      | http://sivasagar.nic.in     |      |
| AS-04   | AS-02   | Distrito de Sonitpur                     | AS-ST  | Tezpur             | 1 925 975 | 5324    | 315      | http://sonitpur.gov.in/     |      |
| AS-09   | AS-05   | Distrito de Tinsukia                     | AS-TI  | Tinsukia           | 1 316 948 | 3790    | 303      | http://tinsukia.gov.in/     |      |
| AS-23   | AS-23   | Distrito de Udalguri#                    | AS-UD  | Udalguri           | 832 769   | 1676    | 497      | http://udalguri.gov.in/     |      |